# 2020–2021-es UEFA Nemzetek Ligája (D liga)
A 2020–2021-es UEFA Nemzetek Ligájának D ligája az UEFA Nemzetek Ligája 2020–2021-es kiírásának negyedik divíziója.

## Lebonyolítás
Az első kiírás után az UEFA megváltoztatta a formátumot, a D liga létszámát 16-ről 7-re csökkentette. A D ligában a 2020–2021-es UEFA Nemzetek Ligája kiemelési rangsorának 49–55. helyezettjei vettek részt, két csoportra osztva (egy csoportban három, egy csoportban négy csapattal). A csoportokban a csapatok oda-visszavágós körmérkőzéses rendszerben mérkőztek meg egymással, 2020 szeptemberében, októberben és novemberben is 2–2 játéknapon. A csoportok győztesei feljutottak a 2022–2023-as UEFA Nemzetek Ligájának C ligájába.

## Csapatok

### Változások
A 2018–2019-es kiírás utáni változások:
| Feljutott az C ligába                                                     | Feljutott az C ligába                                                                       |
| ------------------------------------------------------------------------- | ------------------------------------------------------------------------------------------- |
| Csoportgyőztesek: - Fehéroroszország - Grúzia - Koszovó - Észak-Macedónia | A formátum változása után: - Örményország - Azerbajdzsán - Kazahsztán - Luxemburg - Moldova |

Az alábbi változások érintették a D ligát, de a formátum megváltoztatása után egyik csapat sem esett ki:
| Eredetileg kiesett az C ligából              |
| -------------------------------------------- |
| - Ciprus - Észtország - Litvánia - Szlovénia |

### Kiemelés
A kiemelés a 2020–2021-es UEFA Nemzetek Ligája kiemelési rangsorának megfelelően a 2018–2019-es UEFA Nemzetek Ligája összesített rangsora alapján történt. A kiemelést 2019. december 4-én tették közzé.
| Csapat        | Hely. |
| ------------- | ----- |
| Gibraltár     | 49.   |
| Feröer        | 50.   |
| Lettország    | 51.   |
| Liechtenstein | 52.   |

| Csapat     | Hely. |
| ---------- | ----- |
| Andorra    | 53.   |
| Málta      | 54.   |
| San Marino | 55.   |

A csoportok sorsolását 2020. március 3-án közép-európai idő szerint 18 órától tartották Amszterdamban. A D1 csoportba két csapat került az 1. kalapból és kettő a 2. kalapból. A D2 csoportba két csapat került az 1. kalapból és egy a 2. kalapból.

## Csoportok
A menetrendet az UEFA a sorsolást követően, 2020. március 3-án tette közzé. 2020. június 17-én az UEFA az októberi és novemberi mérkőzésnapokat korrigálta, az Európa-bajnoki pótselejtezők miatt. Az új menetrendet 2020. június 26-án tették közzé.

### 1. csoport
| Hely. | Csapat     | M | Gy | D | V | G+ | G– | Gk  | P  | Feljutás             |     | Feröer | Málta | Lettország | Andorra |
| ----- | ---------- | - | -- | - | - | -- | -- | --- | -- | -------------------- | --- | ------ | ----- | ---------- | ------- |
| 1.    | Feröer     | 6 | 3  | 3 | 0 | 9  | 5  | +4  | 12 | Feljutott a C ligába |     | —      | 3–2   | 1–1        | 2–0     |
| 2.    | Málta      | 6 | 2  | 3 | 1 | 8  | 6  | +2  | 9  |                      |     | 1–1    | —     | 1–1        | 3–1     |
| 3.    | Lettország | 6 | 1  | 4 | 1 | 8  | 4  | +4  | 7  |                      | 1–1 | 0–1    | —     | 0–0        |         |
| 4.    | Andorra    | 6 | 0  | 2 | 4 | 1  | 11 | −10 | 2  |                      | 0–1 | 0–0    | 0–5   | —          |         |

| 2020. szeptember 3. 18:00 (19:00 UTC+3) |

| Lettország | 0–0         | Andorra |
| ---------- | ----------- | ------- |
|            | Jegyzőkönyv |         |

| Daugava Stadion, Riga Játékvezető: Timotheos Christofi (ciprusi) |

| 2020. szeptember 3. 20:45 (19:45 UTC+1) |

| Feröer                                    | 3–2               | Málta                    |
| ----------------------------------------- | ----------------- | ------------------------ |
| K. Olsen 25' A. Olsen 87' Hendriksson 90' | (1–1) Jegyzőkönyv | Degabriele 37' Agius 73' |

| Tórsvøllur Stadion, Tórshavn Játékvezető: Farkas Ádám (HUN) (magyar) |

| 2020. szeptember 6. 15:00 |

| Andorra | 0–1               | Feröer       |
| ------- | ----------------- | ------------ |
|         | (0–1) Jegyzőkönyv | K. Olsen 31' |

| Estadi Nacional, Andorra la Vella Játékvezető: Harald Lechner (osztrák) |

| 2020. szeptember 6. 20:45 |

| Málta     | 1–1               | Lettország              |
| --------- | ----------------- | ----------------------- |
| Nwoko 15' | (1–1) Jegyzőkönyv | Guillaumier 25' (öngól) |

| Nemzeti Stadion, Ta’ Qali Játékvezető: Stéphanie Frappart (FRA) (francia) |

| 2020. október 10. 18:00 (17:00 UTC+1) |

| Feröer   | 1–1               | Lettország       |
| -------- | ----------------- | ---------------- |
| Færø 28' | (1–1) Jegyzőkönyv | J. Ikaunieks 25' |

| Tórsvøllur, Tórshavn Játékvezető: Ivaylo Stoyanov (bolgár) |

| 2020. október 10. 20:45 |

| Andorra | 0–0         | Málta |
| ------- | ----------- | ----- |
|         | Jegyzőkönyv |       |

| Estadi Nacional, Andorra la Vella Játékvezető: Alain Durieux (luxemburgi) |

| 2020. október 13. 18:00 (19:00 UTC+3) |

| Lettország | 0–1               | Málta      |
| ---------- | ----------------- | ---------- |
|            | (0–0) Jegyzőkönyv | Borg 90+7' |

| Daugava Stadion, Riga Játékvezető: Iwan Arwel Griffith (walesi) |

| 2020. október 13. 20:45 (19:45 UTC+1) |

| Feröer          | 2–0               | Andorra |
| --------------- | ----------------- | ------- |
| K. Olsen 9' 33' | (2–0) Jegyzőkönyv |         |

| Tórsvøllur, Tórshavn Játékvezető: Antti Munukka (finn) |

| 2020. november 14. 15:00 |

| Málta                                             | 3–1               | Andorra  |
| ------------------------------------------------- | ----------------- | -------- |
| E. García 56' (öngól) Degabriele 59' Dimech 90+3' | (0–1) Jegyzőkönyv | Rebés 3' |

| Nemzeti Stadion, Ta’ Qali Játékvezető: Peter Kralović (szlovák) |

| 2020. november 14. 18:00 (19:00 UTC+2) |

| Lettország | 1–1               | Feröer           |
| ---------- | ----------------- | ---------------- |
| Kamešs 59' | (0–0) Jegyzőkönyv | G. Vatnhamar 60' |

| Daugava Stadium, Riga Játékvezető: Nikola Dabanović (montenegrói) |

| 2020. november 17. 20:45 |

| Andorra | 0–5               | Lettország                                                                            |
| ------- | ----------------- | ------------------------------------------------------------------------------------- |
|         | (0–1) Jegyzőkönyv | Černomordijs 6' J. Ikaunieks 57' 60' Gutkovskis 70' (11-esből) Krollis 90' (11-esből) |

| Estadi Nacional, Andorra la Vella Játékvezető: Dimitar Meckarovski (északmacedón) |

| 2020. november 17. 20:45 |

| Málta           | 1–1               | Feröer      |
| --------------- | ----------------- | ----------- |
| Guillaumier 54' | (0–0) Jegyzőkönyv | Jónsson 70' |

| Nemzeti Stadion, Ta’ Qali Játékvezető: Kristo Tohver (észt) |

### 2. csoport
| Hely. | Csapat        | M | Gy | D | V | G+ | G– | Gk | P |                      |     | Gibraltár (brit tengerentúli terület) | Liechtenstein | San Marino |
| ----- | ------------- | - | -- | - | - | -- | -- | -- | - | -------------------- | --- | ------------------------------------- | ------------- | ---------- |
| 1.    | Gibraltár     | 4 | 2  | 2 | 0 | 3  | 1  | +2 | 8 | Feljutott a C ligába |     | —                                     | 1–1           | 1–0        |
| 2.    | Liechtenstein | 4 | 1  | 2 | 1 | 3  | 2  | +1 | 5 |                      |     | 0–1                                   | —             | 0–0        |
| 3.    | San Marino    | 4 | 0  | 2 | 2 | 0  | 3  | −3 | 2 |                      | 0–0 | 0–2                                   | —             |            |

| 2020. szeptember 5. 15:00 |

| Gibraltár    | 1–0               | San Marino |
| ------------ | ----------------- | ---------- |
| Torrilla 42' | (1–0) Jegyzőkönyv |            |

| Victoria Stadium, Gibraltár Játékvezető: Aleksandrs Anufrijevs (lett) |

| 2020. szeptember 8. 20:45 |

| San Marino | 0–2         | Liechtenstein             |
| ---------- | ----------- | ------------------------- |
|            | Jegyzőkönyv | Hasler 3' Yanik Frick 14' |

| Romeo Neri, Rimini (Olaszország) Játékvezető: Enea Jorgji (albán) |

| 2020. október 10. 20:45 |

| Liechtenstein | 0–1               | Gibraltár   |
| ------------- | ----------------- | ----------- |
|               | (0–1) Jegyzőkönyv | De Barr 10' |

| Rheinpark Stadion, Vaduz Játékvezető: Kirill Levnikov (orosz) |

| 2020. október 13. 18:00 |

| Liechtenstein | 0–0         | San Marino |
| ------------- | ----------- | ---------- |
|               | Jegyzőkönyv |            |

| Rheinpark Stadion, Vaduz Játékvezető: Jørgen Daugbjerg Burchardt (dán) |

| 2020. november 14. 20:45 |

| San Marino | 0–0         | Gibraltár |
| ---------- | ----------- | --------- |
|            | Jegyzőkönyv |           |

| San Marino Stadium, Serravalle Játékvezető: Kateryna Monzul (ukrán) |

| 2020. november 17. 20:45 |

| Gibraltár            | 1–1               | Liechtenstein |
| -------------------- | ----------------- | ------------- |
| Frommelt 17' (öngól) | (1–1) Jegyzőkönyv | N. Frick 44'  |

| Victoria Stadium, Gibraltár Játékvezető: Trustin Farrugia Cann (máltai) |

## Összesített rangsor
A D liga 7 csapata az UEFA Nemzetek Ligája 49–55. helyezéseit kapta, a következő szabályok alapján:
- A csoportok első helyezettjei a 49–50. helyezéseket kapták, a csoportban elért eredményeik alapján.
- A csoportok második helyezettjei a 51–52. helyezéseket kapták, a csoportban elért eredményeik alapján.
- A csoportok harmadik helyezettjei a 53–54. helyezéseket kapták, a csoportban elért eredményeik alapján.
- Az 1. csoport negyedik helyezettje az 55. helyezést kapta.

| Hely. | Cs | Csapat        | M | Gy | D | V | G+ | G– | Gk  | P |
| ----- | -- | ------------- | - | -- | - | - | -- | -- | --- | - |
| 49.   | D2 | Gibraltár     | 4 | 2  | 2 | 0 | 3  | 1  | +2  | 8 |
| 50.   | D1 | Feröer        | 4 | 1  | 3 | 0 | 6  | 5  | +1  | 6 |
|       |    |               |   |    |   |   |    |    |     |   |
| 51.   | D2 | Liechtenstein | 4 | 1  | 2 | 1 | 3  | 2  | +1  | 5 |
| 52.   | D1 | Málta         | 4 | 1  | 2 | 1 | 5  | 5  | 0   | 5 |
|       |    |               |   |    |   |   |    |    |     |   |
| 53.   | D1 | Lettország    | 4 | 0  | 3 | 1 | 3  | 4  | −1  | 3 |
| 54.   | D2 | San Marino    | 4 | 0  | 2 | 2 | 0  | 3  | −3  | 2 |
|       |    |               |   |    |   |   |    |    |     |   |
| 55.   | D1 | Andorra       | 6 | 0  | 2 | 4 | 1  | 11 | −10 | 2 |